# Некера кучерява
Некера кучерява (Neckera crispa) — вид мохів порядку гіпнобрієвих (Hypnales).

## Поширення
Ареал охоплює такі частини світу: Європа, Макаронезія.
Росте в основному у вапнякових горах на невеликій висоті в місцях з підвищеною вологістю, де він може утворювати довгі звисаючі пагони на стовбурах дерев і скелях.

## Характеристика

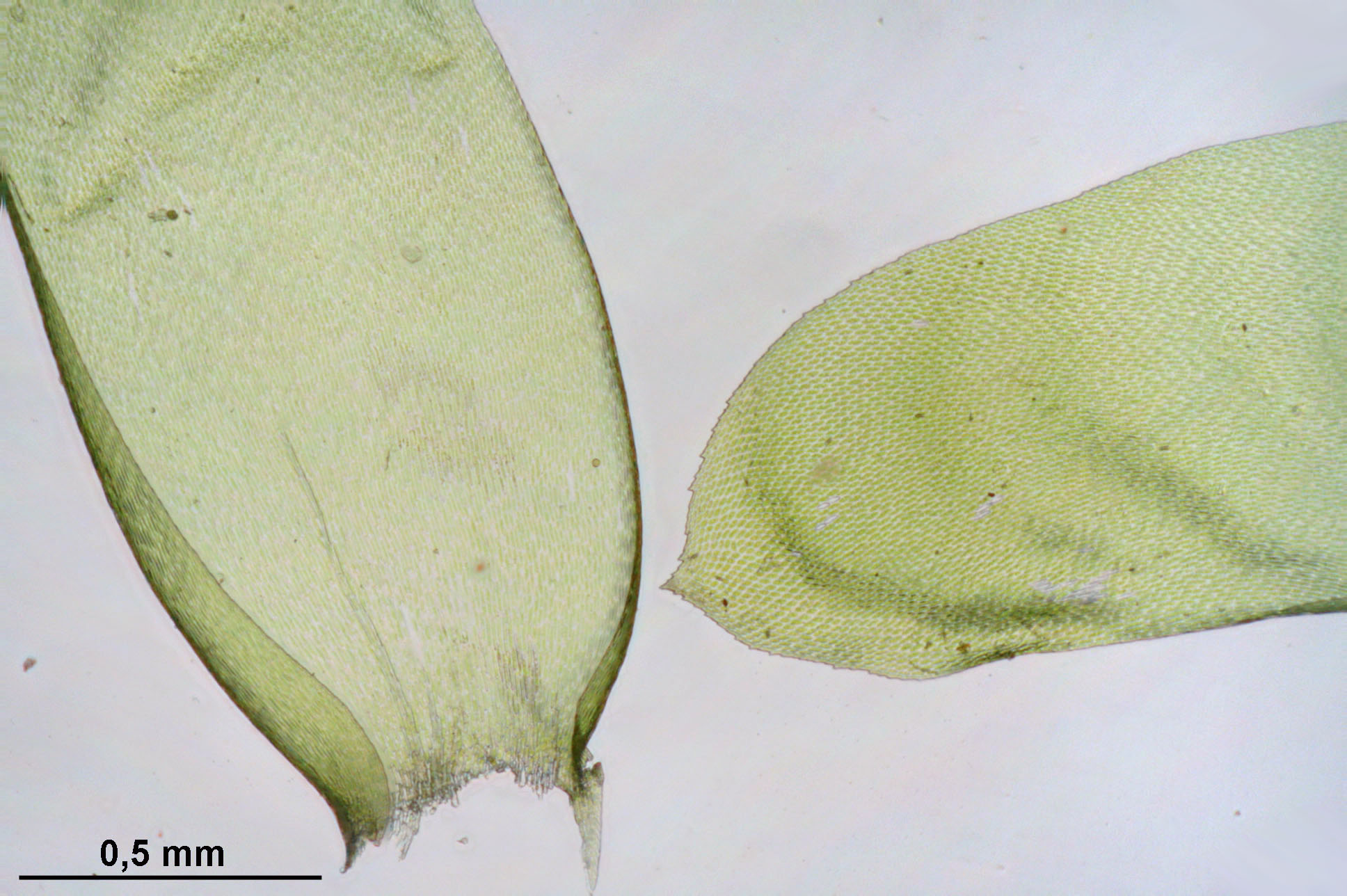

Вид утворює великі, дуже блискучі, широко розгалужені газони до 20 см завдовжки. Як і у всіх мохів родини, листя росте спірально на стеблі, але скручується так, що всі листки лежать в одній площині. Бічні гілки також значною мірою лежать на цьому рівні. Листя дуже хвилясті, навіть помітні неозброєним оком. За формою вони від язикоподібної до подовжено-яйцюватої форми, загострені спереду. Край листа зазубрений на кінчику листа. Листкова жилка відсутня або дуже коротка. Коробочка чітко піднята на ніжках над листками.